# Delphine Blanc
Pour les articles homonymes, voir Blanc (homonymie).
Delphine Blanc (de son nom complet Delphine Andrée Blanc) est une joueuse de football française née le 7 juin 1983 à La Tronche. Elle évoluait au poste de milieu de terrain défensif et jouait au Paris Saint-Germain.

## Biographie
Sa carrière professionnelle commence en 2002 au FC Lyon (devenu l'Olympique lyonnais en 2004), club avec lequel elle a remporté deux Challenges de France et un titre de Championne de France. Elle intègre le groupe de l'équipe de France en 2005, et y participe à sa première sélection en équipe de France le 13 mars 2006 face aux États-Unis. Elle compte 12 sélections et 3 buts. Elle est retenue dans le groupe pour participer à l'Euro féminin 2009 qui se déroule en Finlande. Après un bref passage à Rodez, elle intègre le Paris Saint Germain en 2011. Puis elle annoncera prendre sa retraite en 2012 après un an passé dans le club de la capitale.

## Carrière
- FC Saint-Cyr au Mont d'Or
- SC Caluire
- 2002-2007 : FC Lyon / Olympique lyonnais
- 2007-2009 : RC Saint-Étienne
- 2009-2010 : Montpellier HSC
- 2010-2011 : Rodez AF
- 2011-2012 : Paris Saint-Germain

## Palmarès
- Championne de France en 2007 avec l'Olympique lyonnais
- Vainqueur du Challenge de France en 2003 et 2004 avec le FC Lyon
- Finaliste du Challenge de France en 2005, 2006 et 2007 avec l'Olympique lyonnais